# Liste des aéroports les plus fréquentés des Caraïbes
Ceci est une liste des aéroports les plus fréquentés dans la région des Caraïbes par le trafic passagers. Les statistiques sont disponibles pour presque toutes les pistes d'atterrissage pris en compte. La présente liste a l'intention d'inclure tous les aéroports internationaux situés dans la zone géographique définie comme les Caraïbes.
Étant donné que chaque pays a un autre corps de contrôle de ces statistiques, la compilation des données est difficile et pas répartis de façon homogène. L'information présentée ici, représente le mieux les données disponibles provenant de différentes sources Internet. La liste contient des statistiques pour les différentes années, puisque chaque pays, l'autorité n'a pas de règlement de rapports de trafic passagers. Le classement est ordonné selon le trafic passagers (sauf les notes de bas de page indiquent le contraire). Information sur les mouvements d'aéronefs ou de mouvements de marchandises n'est pas disponible pour tous les aéroports.

## En graphique
Pour des raisons techniques, il est temporairement impossible d'afficher le graphique qui aurait dû être présenté ici.

Voir la requête brute et les sources sur Wikidata.

## Statistiques 2013
Les chiffres de ce tableau correspondent à la période du 1er janvier 2013 au 31 décembre 2013 uniquement.
|    | Pays                        | Aéroport                                          | Ville                      | 2013      |
| -- | --------------------------- | ------------------------------------------------- | -------------------------- | --------- |
| 1  | Porto Rico                  | Aéroport international Luis-Muñoz-Marín           | San Juan                   | 8,808,028 |
| 2  | République dominicaine      | Aéroport international de Punta Cana              | Punta Cana                 | 7,264,912 |
| 3  | Cuba                        | Aéroport international José-Martí                 | La Havane                  | 5,713,859 |
| 4  | Jamaïque                    | Aéroport international Donald-Sangster            | Montego Bay                | 4,284,558 |
| 5  | République dominicaine      | Aéroport international Las Américas               | Saint-Domingue             | 3,687,024 |
| 6  | Bahamas                     | Aéroport international Lynden Pindling            | Nassau                     | 3,339,876 |
| 7  | Trinité-et-Tobago           | Aéroport international de Piarco                  | Port-d'Espagne             | 2,884,843 |
| 8  | Pays-Bas - Aruba            | Aéroport international Reine-Beatrix              | Oranjestad                 | 2,602,728 |
| 9  | France - Guadeloupe         | Aéroport Guadeloupe - Pôle Caraïbes               | Les Abymes                 | 2,361,198 |
| 10 | Barbade                     | Aéroport international Grantley-Adams             | Bridgetown                 | 2,172,603 |
| 11 | France - Martinique         | Aéroport international de Martinique-Aimé-Césaire | Le Lamentin                | 1,864,582 |
| 12 | Pays-Bas - Curaçao          | Aéroport international de Curaçao                 | Willemstad                 | 1,835,000 |
| 13 | Pays-Bas - Saint-Martin     | Aéroport international Princess Juliana           | Philipsburg                | 1,795,117 |
| 14 | Jamaïque                    | Aéroport international Norman-Manley de Kingston  | Kingston                   | 1,594,096 |
| 15 | Haïti                       | Aéroport international Toussaint-Louverture       | Port-au-Prince             | 1,500,521 |
| 16 | Îles Vierges des États-Unis | Aéroport international Cyril E. King              | Charlotte-Amélie           | 1,403,000 |
| 17 | République dominicaine      | Aéroport international du Cibao                   | Santiago de los Caballeros | 1,400,551 |
| 18 | Colombie                    | Aéroport international Gustavo Rojas Pinilla      | San Andrés                 | 1,277,163 |
| 19 | Cuba                        | Aéroport Juan-Gualberto-Gómez                     | Varadero                   | 1,275,000 |
| 20 | Îles Caïmans                | Aéroport international Owen Roberts               | George Town                | 1,035,826 |